# Jim Webb, Senator
Jim Webb, Senator è un cortometraggio muto del 1914 diretto da King Baggot.

## Produzione
Il film fu prodotto dall'Independent Moving Pictures Co. of America (IMP).

## Distribuzione
Distribuito dall'Universal Film Manufacturing Company, il film uscì nelle sale cinematografiche USA il 24 agosto 1914.